# John W. Guy
John Westgarth Guy (* 1941) ist ein britischer Diplomat.

## Leben
Guy war von 1991 bis 1994 Hochkommissar des Vereinigten Königreichs in Papua-Neuguinea.
Dann war er von 1996 bis 2000 Generalkonsul in Sankt Petersburg.
Ausgezeichnet wurde er mit der Ernennung zum Officer des Order of the British Empire.